# メリチレリ

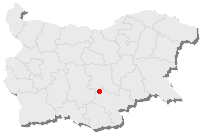
メリチレリの位置

メリチレリ（ブルガリア語: Меричлери, Merichleri, [mɛrit͡ʃˈlɛri]）は、ブルガリアのハスコヴォ州ディミトロヴグラト市にある小さな町。
マリツァ川近くの、標高150メートル地点に位置する。人口は2,011人（2006年）。
古代から湯治などに利用されてきた鉱泉や、アーティストのダン・テネフが2010年に制作した巨大なランド・アート Numerical Rows などで知られる。